# کینزینیسم نظامی
کینزینیسم نظامی (انگلیسی: Military Keynesianism) باور به لزوم افزودن هزینه کرد نظامی دولت به منظور افزایش رشد اقتصادی است. این لفظ غالباً به طور تحقیرآمیز در اشاره به سیاستمدارانی به کار می‌رود که اقتصاد کینزی را رد می‌کنند، به جز وقتی برای اثر مثبت ایجاد اشتغال هزینه کرد نظامی استدلال می‌کنند.
کینزی‌ها معتقدند دولت باید در وهلهٔ اول برای مقاصد سودمندی چون سرمایه‌گذاری در زیرساخت‌ها به کار رود، ولی حتی هزینه کرد ناسودمند هم می‌تواند حین رکود اقتصادی کمک کند. جان مینارد کینز از هزینه کرد دولت برای استفاده «به نفع صلح و شکوفایی» به جای «جنگ و خرابی» دفاع می‌کرد. نمونه‌ای از این سیاست‌های اداره کارهای عمومی در دهه ۱۹۳۰ در ایالات متحده آمریکا بود.